# Gornji Kneginec
Gornji Kneginec falu és község Horvátországban, Varasd megyében. Közigazgatásilag Donji Kneginec, Lužan Biškupečki, Turčin és Varasdhegy falvak tartoznak hozzá.

## Fekvése
Varasdtól 6 km-re délkeletre Drávamenti-síkság szélén fekszik.

## Története
A település első írásos említése még "Kehne" alakban II. András királynak az 1209-ben kelt Varasd városát szabad királyi várossá emelő oklevelében történt. Az oklevélben Kehne tornya szerepel, melyet történészek 11. századi erősségnek tartanak. A zágrábi püspökség korabeli okleveleiben sem 1334-ben, sem 1501-ben nincs nyoma annak, hogy Kneginec plébániája létezett volna, pedig ekkor már a környező plébániák többségét megemlítik. Amikor 1649-ben a zágrábi egyházi vizitáció meglátogatja a Biškupeci plébániát megemlítik, hogy Gornji Kneginecen egy Mária Magdolna tiszteletére szentelt kápolna áll és a falu a biškupeci Szűz Mária plébánia filiája. Az önálló knegineci plébánia csak 1789-ben bukkan fel a zágrábi püspökség egyházi igazgatási rendjéről szóló oklevelében, mely szerint az itteni újonnan alapított Szent Mária Magdolna plébánia az újonnan felállított varasdi főesperességhez tartozik. Az írás megemlíti filiáit is, Donji Kneginec, Lužan és Koradovic falvakat és a hozzájuk tartozó szőlőhegyeket mintegy 1118 lélekkel. Első plébánosa Ivan Mauricije Končić volt.
A falu történetében feljegyzik, hogy 1848. augusztus 28-án Szent Ágoston napján dél körül keletről mint egy felhő, hatalmas sáskaraj csapott le és nagy kárt okozott a termésben és a szőlőkben. A falusiak nagy kiabálással, zajjal és füsttel sikeresen űzték el a sáskákat Varasdfürdő irányába. 1849-ben kolera, 1850-ben tífuszjárvány pusztított. Az 1889. évi vérhas járványban sok kisgyerek pusztult el, a következő évben pedig a skarlát szedte áldozatait. Nem kímélték a települést az időjárás viszontagságai sem. Feljegyezték, hogy 1851-ben nagyon szűkös esztendő volt, miután az eső, a jég és az árvizek elpusztították a termés nagy részét. Ugyanebben az évben akkora hó esett, hogy magassága elérte a két métert, úgyhogy az emberek nem látták az utca egyik feléről a másikat. 1887-ben a peronoszpóra, 1892-ben pedig a filoxéra tette tönkre a szőlőültetvényeket.
A falu 1920-ig Varasd vármegye Varasdi járásához tartozott, majd a Szerb-Horvát Királyság része lett. 2001-ben a községnek 5259, a falunak 1664 lakosa volt.

## Nevezetességei
- Szent Mária Magdolna tiszteletére szentelt plébániatemploma[2] a 15. században épült gótikus stílusban, de később bővítették. A 17. században a templom körül kis temetőt említenek. A templomot utoljára 1800-ban bővítették, majd 1967 és 1969 között teljesen megújították. 1966 óta műemléki védelem alatt áll.
- Kehne tornya[3] vagy András-torony egy valószínűleg a 11. században épített vár maradványa. A 18. és 19. század fordulójáról források beszámolnak arról, hogy a tornyon kívül akkor még látszottak a négy saroktornyos vár falai és további két torony maradványai is.
- A plébánia épülete 1797-ből származik, az 1970-es években teljesen megújították.
- Nepomuki Szent János szobra.

## Külső hivatkozások
- A község hivatalos oldala
- A helyi vállalkozói övezet weboldala
- Az alapiskola honlapja
- A polgármester honlapja
- A község a varasdi turisztikai egyesület honlapján